# Thecla calatia
Thecla calatia är en fjärilsart som beskrevs av William Chapman Hewitson 1873. Thecla calatia ingår i släktet Thecla och familjen juvelvingar. Inga underarter finns listade i Catalogue of Life.